# Atletica leggera ai X Giochi panamericani
L'atletica leggera ai X Giochi panamericani si è tenuta a Indianapolis, negli Stati Uniti, nell'agosto del 1987.

## Risultati

### Uomini
| Evento               | Oro               | Prest.   | Argento           | Prest.   | Bronzo            | Prest.   |
| Corse piane          |                   |          |                   |          |                   |          |
| 100 metri            | Lee McRae         | 10.26    | Ray Stewart       | 10.27    | Juan Núñez Lima   | 10.44    |
| 200 metri            | Floyd Heard       | 20.25    | Robson da Silva   | 20.49    | Wallace Spearmon  | 20.53    |
| 400 metri            | Raymond Pierre    | 44.60    | Bert Cameron      | 44.72    | Roberto Hernández | 45.13    |
| 800 metri            | Johnny Gray       | 1:46.79  | José Luíz Barbosa | 1:47.37  | Stanley Redwine   | 1:47.73  |
| 1500 metri           | Joaquim Cruz      | 3:47.34  | Jim Spivey        | 3:47.46  | Steve Scott       | 3:47.76  |
| 5000 metri           | Arturo Barrios    | 13:31.40 | Adauto Domingues  | 13:46.41 | Omar Aguilar      | 13:47.86 |
| 10000 metri          | Bruce Bickford    | 28:20.37 | Rolando Vera      | 28:22.56 | Paul McCloy       | 28:38.07 |
| Corse ad ostacoli    |                   |          |                   |          |                   |          |
| 110 metri ostacoli   | Andrew Parker     | 13.82w   | Modesto Castillo  | 13.96w   | Ernesto Torres    | 14.68w   |
| 400 metri ostacoli   | Winthrop Graham   | 48.49    | Kevin Young       | 48.74    | Dave Patrick      | 49.47    |
| 3000 metri siepi     | Adauto Domingues  | 8:23.26  | Henry Marsh       | 8:23.77  | Brian Abshire     | 8:27.30  |
| Staffette            |                   |          |                   |          |                   |          |
| 4×100 metri          | Stati Uniti       | 38.41    | Cuba              | 38.86    | Giamaica          | 38.86    |
| 4×400 metri          | Stati Uniti       | 2:59.54  | Cuba              | 2:59.72  | Giamaica          | 3:03.57  |
| Concorsi             |                   |          |                   |          |                   |          |
| Salto in alto        | Javier Sotomayor  | 2.32     | Troy Kemp         | 2.28     | Jerome Carter     | 2.28     |
| Salto con l'asta     | Mike Tully        | 5.71     | Rubén Camino      | 5.50     | Scott Davis       | 5.30     |
| Salto in lungo       | Carl Lewis        | 8.75     | Larry Myricks     | 8.58w    | Jaime Jefferson   | 8.51     |
| Salto triplo         | Mike Conley       | 17.31w   | Willie Banks      | 16.87w   | Frank Rutherford  | 16.68w   |
| Getto del peso       | Gert Weil         | 20.21    | Gregg Tafralis    | 20.17    | Paul Ruiz         | 18.86    |
| Lancio del disco     | Luis Delís        | 67.14    | Bradley Cooper    | 64.56    | Randy Heisler     | 62.76    |
| Lancio del martello  | Jud Logan         | 77.24    | Andrés Charadía   | 69.36    | Vicente Sanchez   | 66.02    |
| Tiro del giavellotto | Duncan Atwood     | 78.68    | Ramón González    | 75.58    | Juan de la Garza  | 73.76    |
| Prove su strada      |                   |          |                   |          |                   |          |
| Maratona             | Ivo Rodrigues     | 2:20:13  | Ronald Lanzoni    | 2:20:39  | Jorge González    | 2:21:14  |
| 20 km marcia         | Carlos Mercenario | 1:24:50  | Tim Lewis         | 1:25:50  | Querubín Moreno   | 1:27:08  |
| 50 km marcia         | Martín Bermúdez   | 3:58:54  | Raúl González     | 4:07:27  | Héctor Moreno     | 4:18:48  |
| Prove multiple       |                   |          |                   |          |                   |          |
| Decathlon            | Mike Gonzales     | 7649     | Keith Robinson    | 7573     | Gordon Orlikow    | 7441     |

### Donne
| Evento                        | Oro                       | Prest.   | Argento                      | Prest.   | Bronzo                 | Prest.   |
| Corse piane                   |                           |          |                              |          |                        |          |
| 100 metri                     | Gail Devers               | 11.14    | Diane Williams               | 11.25    | Pauline Davis-Thompson | 11.47    |
| 200 metri                     | Gwen Torrence             | 22.52w   | Randy Givens                 | 22.71w   | Pauline Davis-Thompson | 22.99w   |
| 400 metri                     | Ana Fidelia Quirot        | 50.27    | Jillian Richardson           | 50.35    | Denean Howard          | 50.72    |
| 800 metri                     | Ana Fidelia Quirot        | 1:59.06  | Delisa Walton-Floyd          | 2:00.54  | Soraya Telles          | 2:00.56  |
| 1500 metri                    | Linda Sheskey             | 4:07.84  | Debbie Bowker                | 4:08.43  | Brit McRoberts         | 4:11.35  |
| 3000 metri                    | Mary Knisely              | 9:06.75  | Angela Chalmers              | 9:14.48  | Leslie Seymour         | 9:19.26  |
| 10000 metri                   | Marty Cooksey             | 33:00.00 | Nancy Tinari                 | 33:02.41 | Patty Murray           | 33:38.12 |
| 10000 metri marcia (in pista) | María Colín               | 47:17.2  | Ann Peel                     | 47:18.0  | Maryanne Torrellas     | 47:35.1  |
| Corse ad ostacoli             |                           |          |                              |          |                        |          |
| 100 metri ostacoli            | LaVonna Martin            | 12.81    | Stephanie Hightower          | 12.82    | Aliuska López          | 12.91    |
| 400 metri ostacoli            | Judi Brown-King           | 54.23    | Sandra Farmer-Patrick        | 54.59    | LaTanya Sheffield      | 56.15    |
| Staffette                     |                           |          |                              |          |                        |          |
| 4×100 metri                   | Stati Uniti               | 42.91    | Cuba                         | 44.16    | Brasile                |          |
| 4×400 metri                   | Stati Uniti               | 3:23.35  | Canada                       | 3:29.18  | Giamaica               | 3:29.50  |
| Concorsi                      |                           |          |                              |          |                        |          |
| Salto in alto                 | Coleen Sommer             | 1.96     | Silvia Costa Acosta-Martínez | 1.92     | Mazel Thomas           | 1.88     |
| Salto in lungo                | Jackie Joyner-Kersee      | 7.45     | Jennifer Innis               | 6.85     | Eloína Echevarría      | 6.42     |
| Getto del peso                | Ramona Pagel              | 18.56    | María Elena Sarría           | 18.12    | Belsis Laza            | 18.06    |
| Lancio del disco              | Maritza Martén García     | 65.58    | Hilda Ramos                  | 61.34    | Connie Price           | 59.52    |
| Tiro del giavellotto          | Ivonne Leal               | 63.70    | María Caridad Colón          | 61.66    | Marieta Riera          | 57.10    |
| Prove su strada               |                           |          |                              |          |                        |          |
| Maratona                      | María del Carmen Cárdenas | 2:52:06  | Debbie Warner                | 2:54:49  | Maribel Durruty        | 2:56:21  |
| Prove multiple                |                           |          |                              |          |                        |          |
| Eptathlon                     | Cindy Greiner             | 6184     | Connie Polman-Tuin           | 5862     | Jolanda Jones          | 5823     |

## Medagliere
Paese ospitante
| Posiz. | Nazione         | Oro | Argento | Bronzo | Totale |
| ------ | --------------- | --- | ------- | ------ | ------ |
| 1      | Stati Uniti     | 26  | 14      | 15     | 55     |
| 2      | Cuba            | 6   | 9       | 8      | 23     |
| 3      | Messico         | 5   | 1       | 1      | 7      |
| 4      | Brasile         | 3   | 3       | 2      | 8      |
| 5      | Giamaica        | 2   | 3       | 4      | 9      |
| 6      | Cile            | 1   | 0       | 1      | 2      |
| 7      | Canada          | 0   | 7       | 3      | 10     |
| 8      | Bahamas         | 0   | 2       | 3      | 5      |
| 9      | Rep. Dominicana | 0   | 1       | 1      | 2      |
| 10     | Ecuador         | 0   | 1       | 0      | 1      |
| 10     | Costa Rica      | 0   | 1       | 0      | 1      |
| 10     | Argentina       | 0   | 1       | 0      | 1      |
| 13     | Porto Rico      | 0   | 0       | 2      | 2      |
| 13     | Colombia        | 0   | 0       | 2      | 2      |
| 15     | Venezuela       | 0   | 0       | 1      | 1      |